# 193rd Special Operations Wing

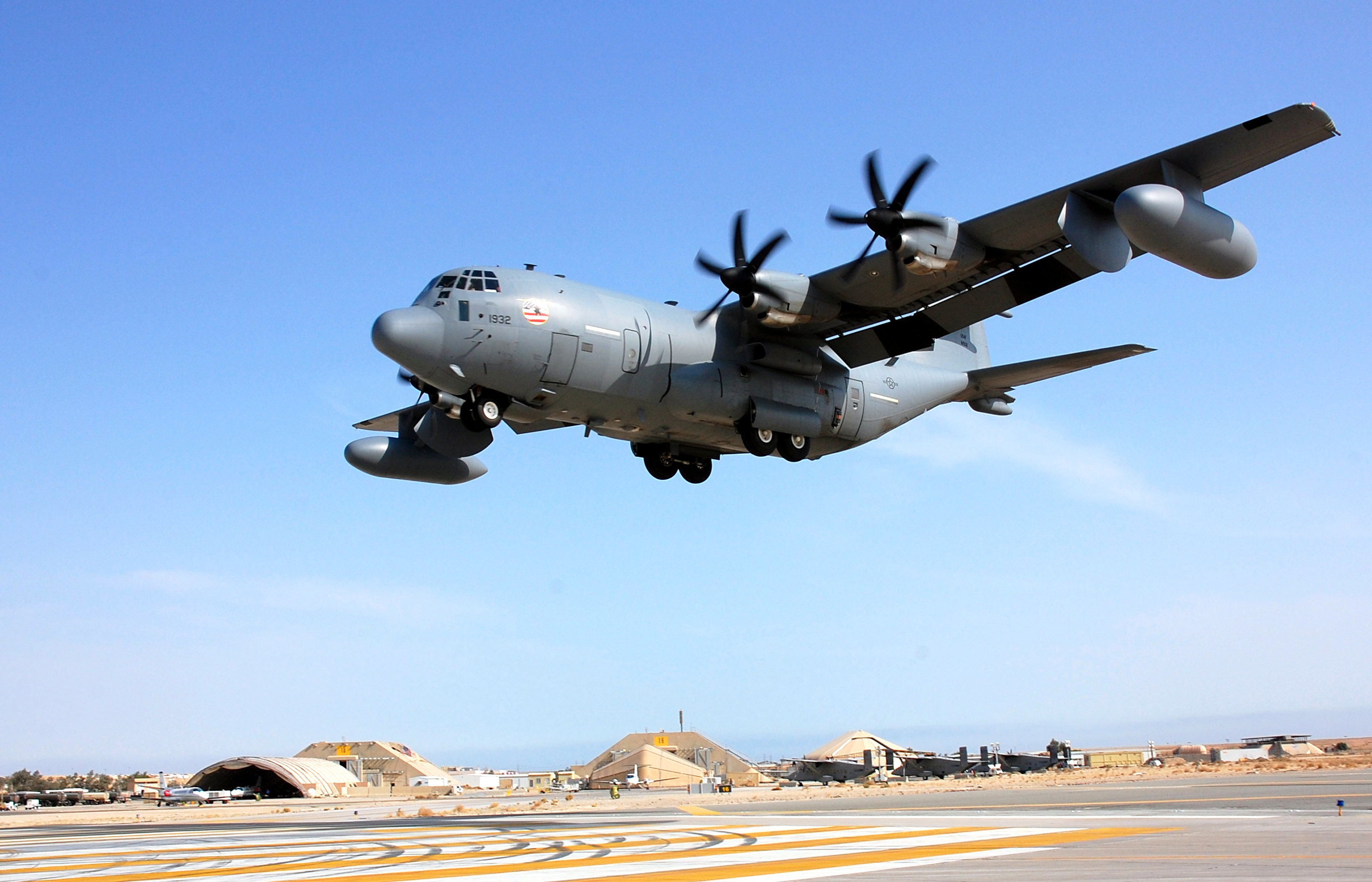
EC-130J del 193rd SOS

Il 193rd Special Operations Wing è uno stormo di operazioni speciali della Pennsylvania Air National Guard. Riporta direttamente all'Air Force Special Operations Command. Il quartier generale è situato presso l'Harrisburg International Airport, Pennsylvania.

## Organizzazione
Attualmente, al maggio 2017, lo stormo controlla:
- 193rd Special Operations Group
  -  193rd Special Operations Squadron - Equipaggiato con 7 EC-130J
  - 193rd Special Operations Support Squadron
- 193rd Special Operations Maintenance Group
  - 193rd Special Operations Maintenance Squadron
  - 193rd Special Operations Aircraft Maintenance Squadron
  - 193rd Special Operations Maintenance Operations Flight
- 193rd Special Operations Mission Support Group
  - 193rd Special Operations Security Forces Squadron
  - 193rd Special Operations Civil Engineering Squadron
  - 193rd Special Operations Communications Squadron
  - 193rd Special Operations Logistics Readiness Squadron
  - 193rd Special Operations Force Support Squadron
- 193rd Special Operations Medical Group
  - 193rd Special Operations Medical Group Detachment 1
- 193rd Air Operations Group, l'unità affianca il 623rd Air Operations Center, Air Force Special Operations Command
  - 193rd Air Intelligence Squadron
  - 193rd Combat Operations Squadron
  - 193rd Air Communications Squadron
- 193rd Regional Support Group
  - 148th Air Support Operations Squadron
  - 201st RED HORSE Squadron
  - 203rd Weather Flight
  - 211th Engineering Installation Squadron
  - 271st Combat Communications Squadron
  - 553rd Air Force Band (Air National Guard Band of the Northeast)
  - Bollen Air-to-Ground Weapons Range, Detachment 1
  - Lightning Force Academy
  - Regional Equipment Operators Training Site